# Celia Johnson
Dame Celia Elizabeth Johnson DBE (* 18. Dezember 1908 in Richmond, England; † 26. April 1982 in Nettlebed, England) war eine britische Schauspielerin.

## Karriere

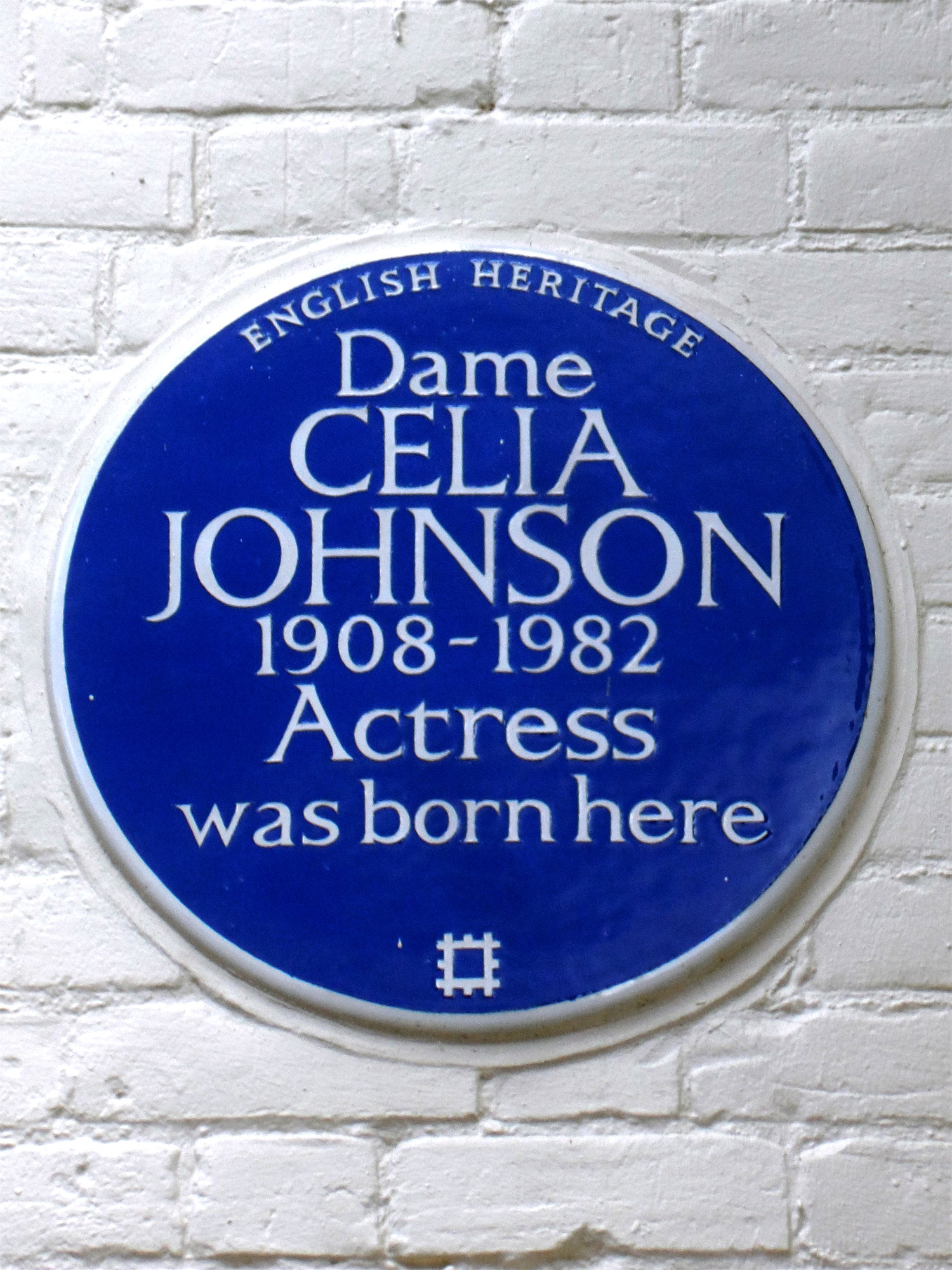
Die zu ihrem 100. Geburtstag 2008 angebrachte Gedenkplakette an Celia Johnsons Geburtshaus

Ihre künstlerische Ausbildung erhielt sie in London an der Royal Academy of Dramatic Art (RADA). 1928 sah man sie erstmals auf der Bühne, in der Rolle der Sarah in einer Aufführung von George Bernhard Shaws Major Barbara. Anschließend spielte sie am Londoner West End und am New Yorker Broadway in renommierten Schauspielhäusern.
1942 machte Johnson ihr Filmdebüt in dem Film In Which We Serve unter Regie von Noël Coward und David Lean. Mit den beiden drehte sie später auch die Filme Wunderbare Zeiten (1944) und Begegnung (1945). Letztere Darstellung einer Ehefrau und Mutter, die sich unwillentlich in einen von Trevor Howard gespielten Fremden verliebt, gilt als Höhepunkt ihrer Schauspielkarriere. Für Begegnung erhielt sie eine Oscar-Nominierung als Beste Hauptdarstellerin, eine zu dieser Zeit seltene Berücksichtigung eines Schauspiels in einem britischen Film für den amerikanischen Filmpreis Oscar. Einen weiteren Erfolg errang Johnson 1952 an der Seite von Alec Guinness mit dem Film Der Schlüssel zum Paradies. 
Im Verlauf der 1950er-Jahre wurden Johnsons Mitwirkungen an Kinofilmen seltener, stattdessen trat sie vermehrt im Fernsehen auf. Ihre wahrscheinlich beste späte Filmrolle hatte sie in der Rolle einer Lehrerin neben Maggie Smith in Die besten Jahre der Miß Jean Brodie aus dem Jahr 1969, für ihre Darbietung gewann sie den British Academy Film Award in der Kategorie Beste Nebendarstellerin. Es wurde zugleich ihr letzter Kinofilm, aber sie trat danach noch in mehreren Fernsehproduktionen und Theaterinszenierungen auf. So war sie beispielsweise in einer Gastrolle in der Fernsehserie Number 10 zu sehen, der erst posthum im Jahr 1983 erstausgestrahlt wurde. 
Ronald Neame, der Produzent von Begegnung, erinnerte sich, dass Johnson die Schauspielerei nicht als wichtig empfunden habe, sie aber dennoch die Schauspielerin mit der größten emotionalen Kraft gewesen sei, die er gekannt habe: „Celia Johnson kann das Telefonbuch lesen und dich zum Weinen bringen.“

## Privat
Celia Johnson war von 1936 bis zu dessen Tod 1971 mit dem Drehbuchautor Peter Fleming verheiratet, dem Bruder des James-Bond-Autoren Ian Fleming. Das Paar hatte drei Kinder, den Farmer Nicholas Peter Val Fleming (1939–1995), die Autorin Kate Grimond (* 1946) und die Schauspielerin Lucy Williams (* 1947).
Ein Jahr vor ihrem Tod wurde sie für ihre Schauspielleistungen in den Adelsstand erhoben. Johnson starb im April 1982 mit 73 Jahren an einem Schlaganfall, kurz bevor sie neben Ralph Richardson in dem Stück The Understanding am Londoner West End auftreten sollte.

## Filmografie (Auswahl)
- 1939: A Night at the Hardcastles (Fernsehfilm)
- 1941: A Letter from Home (Kurzfilm)
- 1942: In Which We Serve
- 1944: Wunderbare Zeiten (This Happy Breed)
- 1945: Begegnung (Brief Encounter)
- 1950: The Astonished Heart
- 1953: Der Schlüssel zum Paradies (The Captain’s Paradise)
- 1955: Voller Wunder ist das Leben (A Kid for Two Farthings)
- 1957: The Good Companions
- 1968–1971: BBC Play of the Month (Fernsehserie, 5 Folgen)
- 1969: Die besten Jahre der Miss Jean Brodie (The Prime of Miss Jean Brodie)
- 1978: Romeo and Juliet (Fernsehfilm)
- 1978: Les Miserables (Fernsehfilm)
- 1983: Number Ten (Fernsehserie, 1 Folge)